# 克尼亞熱 (索卡爾區)
50°26′29″N 24°34′17″E / 50.44139°N 24.57139°E
克尼亞熱（烏克蘭語：Княже），是烏克蘭西部的村莊，隸屬利維夫州的舍普季茨基區。該村面積1.94平方公里，海拔高度230米，2001年人口618，人口密度每平方公里318.56人。